# Kibi (provincie)
Kibi (吉備国, Kibi no kuni) is een voormalige provincie van Japan.

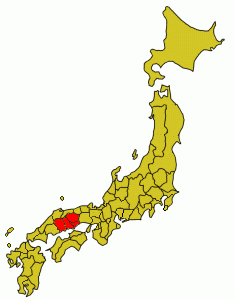
Kibi in rood

Aan het eind van de zevende eeuw werd de provincie opgedeeld in Bizen (備前), Bitchu (備中) en Bingo (備後). Verder scheidde in de achtste eeuw de provincie Mimasaka zich nog af van Bizen. De eerste drie provincies namen een kanji van de naam Kibi, en voegden hier zen, chū, en go ("dichtbij," "middel," en "ver") aan toe, naar hun ligging ten opzichte van de Japanse hoofdstad.
Aki · Awa (Kanto) · Awa (Shikoku) · Awaji · Bingo · Bitchu · Bizen · Bungo · Buzen · Chikugo · Chikuzen · Chishima · Dewa · Echigo · Echizen · Etchu · Fusa · Harima · Hi · Hida · Hidaka · Higo · Hitachi · Hizen · Hoki · Hyuga · Iburi · Iga · Iki · Inaba · Ise · Ishikari · Iwaki (718) · Iwaki (1868) · Iwami · Iwase · Iwashiro · Iyo · Izu · Izumi · Izumo · Kaga · Kai · Kawachi · Kazusa · Keno · Kibi · Kii · Kitami · Koshi · Kozuke · Kushiro · Mikawa · Mimasaka · Mino · Musashi · Mutsu · Nagato · Nemuro · Noto · Oki · Omi · Oshima · Osumi · Owari · Rikuchu · Rikuzen · Riukiu · Sado · Sagami · Sanuki · Satsuma · Settsu · Shima · Shimōsa · Shimotsuke · Shinano · Shiribeshi · Suo · Suruga · Suwa · Tajima · Tamba · Tane · Tango · Teshio · Tokachi · Tosa · Totomi · Toyo · Tsukushi · Tsushima · Ugo · Uzen · Wakasa · Yamashiro · Yamato · Yoshino